# Rzeżucha gorzka

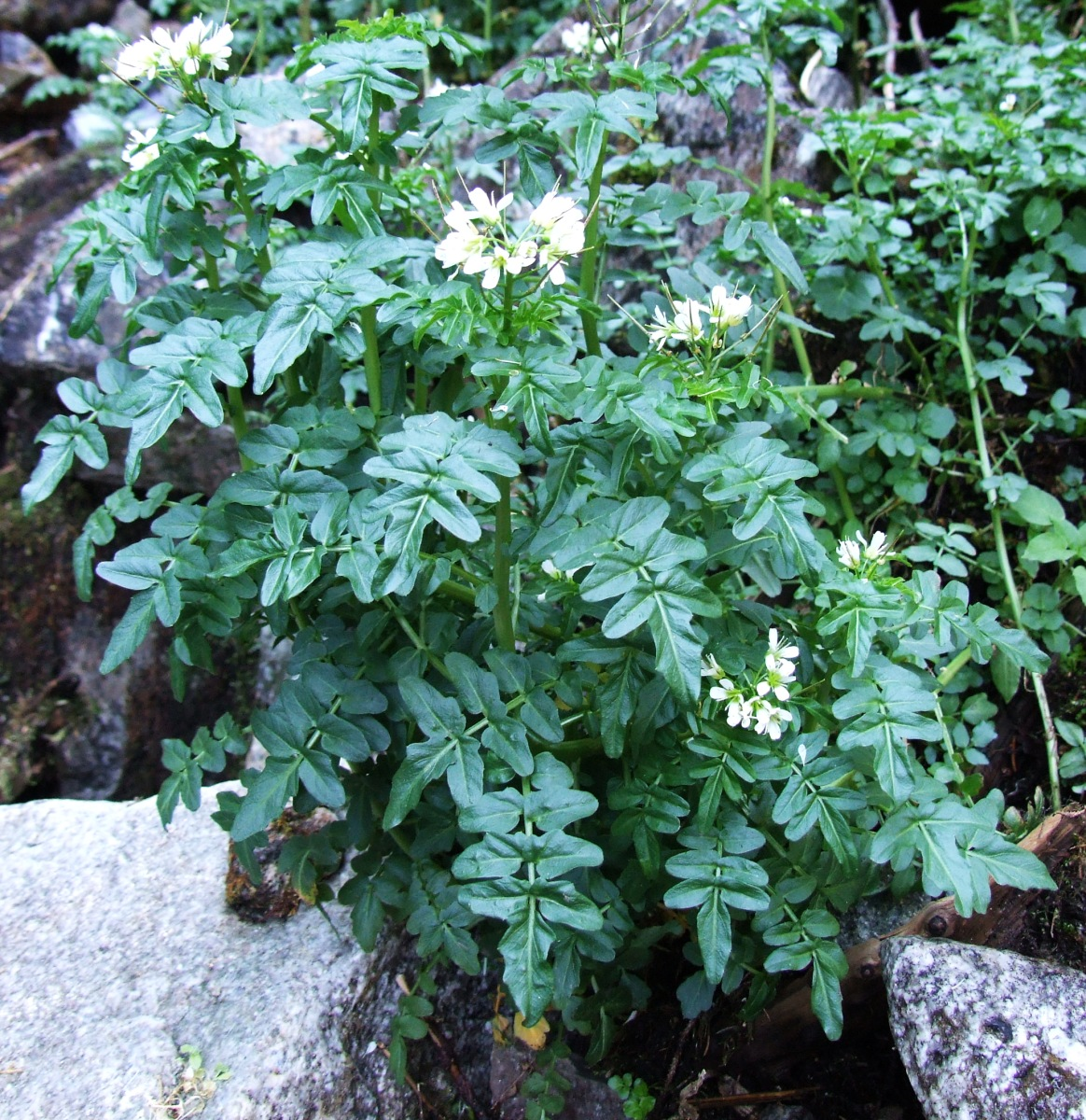

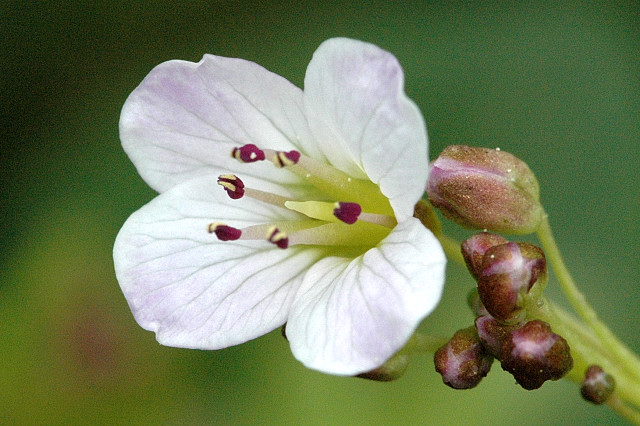
Kwiat

Rzeżucha gorzka (Cardamine amara L.) – gatunek rośliny należący do rodziny kapustowatych. Występuje w Europie i zachodniej Azji. W Polsce pospolity.

## Rozmieszczenie geograficzne
Zasięg gatunku obejmuje niemal całą Europę bez południowych krańców (Portugalii i wysp na Morzu Śródziemnym) i północnych (Islandii). Poza tym rośnie w Azji Mniejszej, na Kaukazie, w Kazachstanie i zachodniej Syberii. W Polsce gatunek jest rozpowszechniony na całym obszarze, pospolity jest zwłaszcza na południu w rejonie Karpat. 

## Morfologia
ŁodygaWzniesiona, mniej lub bardziej kanciasta, pełna lub u dołu dęta (subsp. opizii), zwykle naga, czasem owłosiona (subsp. opizii), osiąga do 40 cm, rzadziej do 60 cm wysokości (u subsp. opizii czasem do 80 cm). Pod ziemią z kłączem, z którego wyrastają krótkie rozłogi.
LiścieWszystkie równomiernie rozmieszczone wzdłuż łodygi (brak skupionych w rozecie przyziemnej liści odziomkowych); nieparzysto pierzaste złożone z 2–8 par listków bocznych i większego od nich listka szczytowego. Blaszki listków okrągławe do jajowatych; zwykle grubo, zatokowo ząbkowane, rzadko całobrzegie. Na brzegu blaszki listków występują krótkie rzęski (zwykle do 0,3 mm długości, rzadko dłuższe).
KwiatyZebrane po kilka do ok. 30 w kwiatostan – grono szczytowe.  Kielich ma 4 wolne, wąskie działki. Korona składa się z 4 wolnych płatków o owalnym, wydłużonym kształcie, osiągających do 7, rzadko 9 mm długości. Płatki są białe, rzadziej zaróżowione, delikatnie żyłkowane. Słupek jest pojedynczy, pręcików jest 6, przy czym 4 są dłuższe, a 2 krótsze (tzw. pręciki dwusilne). Pylniki są fioletowe z czarnym odcieniem, pyłek żółty.
OwocePodłużna, cienka łuszczyna o długości 2–4 cm i szerokości do 2 mm. Na górze zwężona i zwieńczona dzióbkiem do 2,5 mm długości. Nasiona w łuszczynie ułożone w jednym rzędzie, o średnicy do 1,5 mm, szerokojajowate, jasnobrunatne i gładkie.
Gatunki podobneRukiew wodna Nasturtium officinale różni się nasionami z sieciowatą skulpturą łupiny; wypukłymi łuszczynami zwykle do 2 cm długości; nasionami ułożonymi w dwóch rzędach; żółtymi pylnikami; brakiem włosków na brzegu listków; zwykle dętą łodygą osiągającą ponad 0,5 cm średnicy. Gatunek od innych gatunków rzeżuch występujących w Środkowej Europie wyróżnia ulistnienie – liście nie są skupione w rozecie odziomkowej, lecz rozmieszczone wzdłuż łodygi. Podobne ulistnienie występuje tylko u rzeżuchy niecierpkowej i drobnokwiatowej, ale gatunki te z kolei mają drobne kwiaty o płatkach poniżej 4 mm.

## Biologia i ekologia
Bylina, hemikryptofit. Kwitnie w czerwcu i lipcu. 
Rośnie na glebach mokrych i żyznych, głównie na źródliskach i nad strumieniami leśnymi, poza tym nad rowami, na młakach, na mokrych łąkach, w olszynach, w lasach jodłowych. W Tatrach sięga do wysokości ok. 1500 m n.p.m. W klasyfikacji zbiorowisk roślinnych gatunek charakterystyczny dla Cl. Montio-Cardaminetea (subsp. amara), Ass. Cardamino opizii-Philonotidetum caespitosae (subsp. opizii).
Roślina gorzka. Ziele zawiera glikozyd ulegający rozkładowi do olejku gorczycowego; obfituje także w witaminę C.
Liczba chromosomów 2n= 16, 32. 

## Zmienność
W obrębie gatunku wyróżnia się 6 podgatunków:
- Cardamine amara subsp. amara – podgatunek nominatywny; rośliny zwykle do 40 cm wysokie, rzadziej do 60 cm, łodygi i kłącza smukłe, pełne, nagie lub słabo owłosione u dołu, liście najczęściej z 2–4 parami listków; kwiatostan często rozgałęziony i wyraźnie wyrastający ponad liście; występuje w całej Polsce na niżu i w górach[5];
- Cardamine amara subsp. austriaca Marhold
- Cardamine amara subsp. balcanica Marhold, Ančev & Kit Tan
- Cardamine amara subsp. olotensis O.Bolòs
- Cardamine amara subsp. opizii (C.Presl & J.Presl) Čelak. – rośliny tęższe niż podgatunek typowy, osiągają do 60, czasem 80 cm wysokości, łodyga i kłącze grube, często dęte, przynajmniej w dole owłosione (także z włoskami na dolnych liściach), listki najczęściej z 5–7 parami listków, kwiatostan zwykle nierozgałęziony i niewiele wystający ponad liście[5]; występuje na wysokogórskich źródliskach w Karpatach[5][3];

Tworzy mieszańce z: rzeżuchą leśną C. × keckii Kerner, rzeżuchą łąkową (C. × ambigua O.E.Schultz) i rz. włochatą.